# 松平康正
松平 康正（まつだいら やすまさ、文政4年（1821年） - 没年不詳）は、江戸時代末期の旗本（交代寄合表御礼衆）。下総国飯笹（現、千葉県香取郡多古町飯笹）領主（6000石）。松平康豊（中務）の弟。幼名は勝千代。通称は禎之助または禎之丞。官途は因幡守、のちに出雲守。室は前田利豁養妹。子に松平豊三郎。
飯笹松平家は、徳川家康の異父弟松平康元を初代とする久松松平家の一家系である。文久3年（1863年）8月、大番頭から大目付となる。元治元年（1864年）4月26日、蒔田広孝とともに京都見廻役となり、出雲守に遷任する。慶応2年（1866年）、見廻役を解かれた。交代寄合で参勤交代を行うその格式ゆえ、村民は夫役に苦しんだ（『多古町史』）。